# Pachiá (Anáfi)
Pachiá, en grec moderne : Παχειά, est un îlot inhabité au large de l'île d'Anáfi, dans les Cyclades en Grèce.
À proximité se trouvent les îlots rocheux de Ftená (à l'ouest) et Makrá (à l'est). 